# Acrosemia vulpina
Acrosemia vulpina är en fjärilsart som beskrevs av Thierry-mieg 1915. Acrosemia vulpina ingår i släktet Acrosemia och familjen mätare. Inga underarter finns listade i Catalogue of Life.